# آلبرت فان دام
آلبرت فان دام (انگلیسی: Albert Van Damme؛ زادهٔ ۱ دسامبر ۱۹۴۰) دوچرخه‌سوار اهل بلژیک است.
وی در مسابقات کشوری و بین‌المللی در مجموع برندهٔ ۱ مدال طلا، ۲ مدال نقره شده‌است.